# Kurt Debes
Kurt Debes (* 8. Januar 1916 in Eisenach) ist ein ehemaliger deutscher Politiker (NDPD). Er war Abgeordneter der Volkskammer der DDR.

## Leben
Der Sohn eines Postschaffners erlernte nach dem Besuch der Volksschule von 1930 bis 1934 den Beruf des Polsterers und Dekorateurs. Von 1934 bis 1939 arbeitete er als Autopolsterer. Am 22. Juni 1937 beantragte Debes die Aufnahme in die NSDAP und wurde rückwirkend zum 1. Mai desselben Jahres aufgenommen (Mitgliedsnummer 5.957.451). Ab 1939 leistete er Kriegsdienst in der Wehrmacht und geriet in Kriegsgefangenschaft.
Nach dem Zweiten Weltkrieg arbeitete er wieder in seinem Beruf und legte 1950 die Meisterprüfung als Polsterer und Dekorateur ab. Von 1952 bis 1958 war er als selbstständiger Handwerksmeister in Eisenach tätig. Debes wurde 1952 Mitglied der NDPD und 1955 der Gesellschaft für Deutsch-Sowjetische Freundschaft (DSF) und der Volkssolidarität. Im selben Jahr wurde er Mitglied des NDPD-Kreisvorstandes Eisenach. 1958 wurde er Mitglied des Kreisausschusses der Nationalen Front und Stadtverordneter der Stadt Eisenach. Debes gründete 1958 die Produktionsgenossenschaft (PGH) des Polsterer- und Dekorateurhandwerks „Wartburg“ in Eisenach (die erste PGH im Kreis Eisenach) und wurde zu ihrem ersten Vorsitzenden gewählt. Von 1958 bis 1967 vertrat er seine Partei als Abgeordneter in der Volkskammer. Auf den DSF-Kongressen 1966, 1970 und 1978 wurde er in den Zentralvorstand der DSF gewählt.